# Patricio Montojo y Pasarón
Patricio Montojio y Pasarón (El Ferrol, 7 settembre 1839 – Madrid, 30 settembre 1917) è stato un ammiraglio spagnolo.

## Biografia
Combattente a Callao nel 1866, ebbe il comando di una squadra spagnola nelle Filippine, ma i suoi bastimenti furono annientati nella  guerra ispano-americana nella battaglia della baia di Manila dall'ammiraglio George Dewey.